# Pirata digitatus
Pirata digitatus este o specie de păianjeni din genul Pirata, familia Lycosidae, descrisă de I-Min Tso și Chen în anul 2004.
Este endemică în Taiwan. Conform Catalogue of Life specia Pirata digitatus nu are subspecii cunoscute.